# Remetea Oașului
Remetea Oașului (węg. Kőszegremete) – wieś w Rumunii, w okręgu Satu Mare, w gminie Orașu Nou. W 2011 roku liczyła 561 mieszkańców. 